# Entre onze heures et minuit
Entre onze heures et minuit is een Franse film van Henri Decoin die werd uitgebracht in 1949. Het scenario is gebaseerd op de roman Le Sosie de la morgue (1935) van Claude Luxel.

## Verhaal
In Parijs vinden op één dag twee moorden plaats. De eerste, op een geroyeerde advocaat, vindt in de namiddag bij hem thuis plaats. Enkele uren later, tussen elf uur 's avonds ("onze heures") en middernacht ("minuit"), wordt een beruchte dealer neergeschoten. Commissaris Carrel krijgt de opdracht beide moorden op te lossen.
Het tweede slachtoffer, Jérôme Vidauban, blijkt erg veel op de commissaris te lijken, hij lijkt wel zijn dubbelganger. Carrel besluit die frappante gelijkenis aan te wenden tijdens zijn onderzoek en neemt de plaats van Vidauban in. Op die wijze slaagt hij erin te infiltreren in de kring van Vidauban's handlangers en contactpersonen. Hij raakt verzeild in een wereld vol intriges en vol gangsters van wie Vidauban de leider was. Zij zijn allemaal verbijsterd dat ze hem nog in leven zien.    

## Rolverdeling
| Acteur             | Personage                                             |
| ------------------ | ----------------------------------------------------- |
| Louis Jouvet       | commissaris Carrel en Jérôme Vidauban                 |
| Madeleine Robinson | Lucienne Lusigny, de directrice van een modehuis      |
| Robert Arnoux      | Fred Rossignol, de belangrijkste vennoot van Vidauban |
| Léo Lapara         | inspecteur Perpignan                                  |
| Monique Mélinand   | Irma, de gouvernante bij de advocaat                  |
| Simone Sylvestre   | Léone, de secretaresse van Vidauban                   |
| Gisèle Casadesus   | Florence, de minnares van Rossignol                   |
| Jean Meyer         | Victor, de pleger van de hold-up bij Lucienne         |
| Robert Vattier     | Charlie, een zware jongen in dienst van de advocaat   |
| Jacques Morel      | Bouture, een zware jongen in dienst van de advocaat   |

## Nederland
De film bereikte pas in 1953 Nederland onder de titel Het uur voor middernacht.  De pers constateerde dat dat eigenlijk te laat was, de hoofdrolspeler was toen al overleden. Wel werd gerept over “knappe beelden en beeldovergangen binnen een weemoedige sfeer en een “bijzonder mooi verfilm speurdersverhaal”.  De film draaide onder meer in Arena (Rotterdam), Nöggerath Theater ( Amsterdam) en Wolff Camera (Utrecht).